# Thialane
Thialane est un village du Sénégal situé dans le Sine Saloum. Il fait partie de la communauté rurale de Bassoul, dans l'arrondissement de Niodior, le département de Foundiougne et la région de Fatick.
Le village est situé à une altitude de 4 mètres.
Un marché traditionnel se déroule le vendredi.